# Skalvis (1982)
Skalvis, wcześniej HMS Cottesmore – brytyjski, następnie litewski niszczyciel min typu Hunt. Służył w brytyjskiej Royal Navy jako HMS „Cottesmore” (M 32) od 1983 do 2005 roku, po czym został sprzedany Litwie i w 2011 roku wszedł do służby w Litewskiej Marynarce Wojennej pod nazwą „Skalvis” (numer burtowy M 53).

## Budowa
Okręt był czwartą jednostką z typu brytyjskich niszczycieli min Hunt. Budowę zamówiono 29 stycznia 1979 roku w stoczni Yarrow Shipbuilders w Glasgow. Okręt wodowano 9 lutego 1982 roku. Budowę ukończono i okręt przekazano marynarce 24 czerwca 1983 roku. Koszt budowy wynosił ok. 35 mln funtów.

## Opis
Okręty typu Hunt miały kadłub zbudowany z plastiku wzmocnionego włóknem szklanym (GRP). Wyporność standardowa wynosiła 615 ts, a pełna 725 ts. Według nowszych źródeł, w służbie litewskiej wyporność pełna wynosiła 762 ton (metrycznych). Długość całkowita wynosiła 60 m, a na linii wodnej 57 m, szerokość: 10 m, a zanurzenie: 3,4 m. Załoga liczyła pierwotnie 45 osób, a po modernizacji 40 osób, w obu przypadkach 6 oficerów.
Uzbrojenie służyło tylko do samoobrony i stanowiła je pierwotnie automatyczna armata uniwersalna Bofors 40 mm. Do połowy lat 90. na okrętach tego typu armata była wymieniana na Oerlikon/BMARC DS30B kalibru 30 mm L/75 i dodawane były dwa działka kalibru 20 mm Oerlikon/BMARC GAM-C01. W służbie litewskiej uzbrojenie ponownie stanowi armata 40 mm Bofors L/70, uzupełniona przez dwa karabiny maszynowe kalibru 7,62 mm.
Napęd pierwotnie stanowiły dwa silniki wysokoprężne Ruston-Paxman 9-59K Deltic o mocy łącznej 3800 hp, napędzające dwie śruby, pozwalające na osiąganie prędkości maksymalnej 15 węzłów. Ponadto okręty miały pomocniczy napęd hydrauliczny pozwalający na osiąganie prędkości do 8 węzłów, napędzany przez silnik Deltic 9-55B o mocy 780 hp, napędzający też agregaty prądotwórcze. Zasięg wynosił 1500 mil morskich przy prędkości 12 w.  Po modernizacji silniki wymieniono na Caterpillar C32.
Wyposażenie nawigacyjne obejmowało radar Kelvin Hughes Type 1006 lub 1007 (pasmo I). Po modernizacji okręt ma radar Sperry (pasmo I). Wyposażenie do poszukiwania min obejmowało pierwotnie sonar Plessey Type 193M Mod 1 (według starszych źródeł, Type 2093). Ponadto okręty miały sonar wysokiej częstotliwości Mil Cross do unikania min na kursie i sonar Type 2059 do śledzenia pojazdów podwodnych.

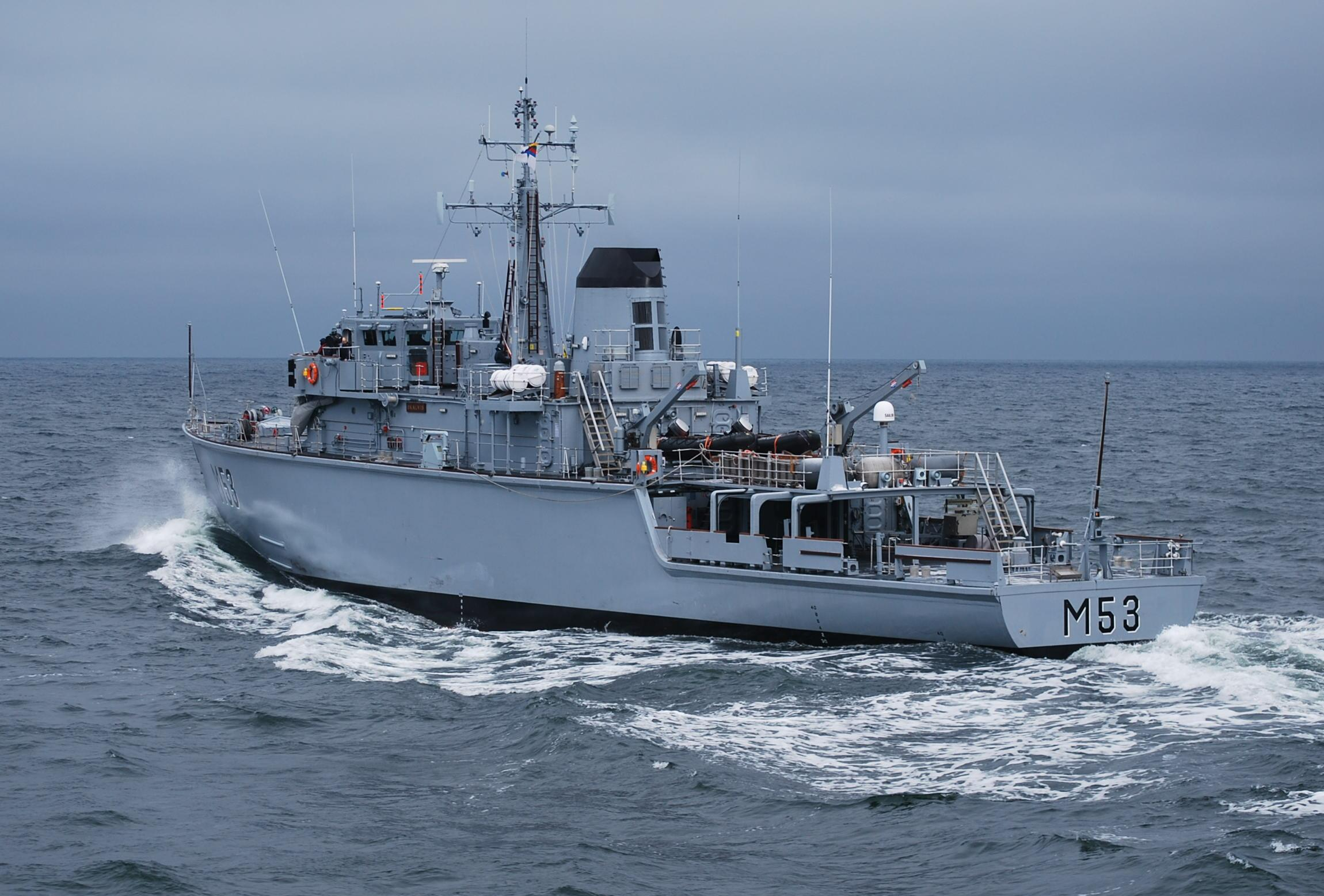
„Skalvis” od rufy

Okręty przenosiły dwa zdalnie kierowane pojazdy podwodne PAP-104 do zwalczania min, a od 1988-89 roku także nowsze PAP-105. Okręty ponadto miały trały magnetyczne MS 14, holowany trał akustyczny Sperry MSSA Mk 1 i klasyczne trały mechaniczne Oropesa Mk8. Po modernizacji „Skalvis” wyposażony został w sonar kadłubowy Thales 2193 (100/300 kHz) i system przeciwminowy z jednorazowymi pojazdami podwodnymi ECA K-ster. Po 1990 roku okręty otrzymały system nawigacyjny Racal Mk 53, a po modernizacji „Skalvis” wyposażony został także w  system informacji bojowej Thales M-Cube.

## Służba

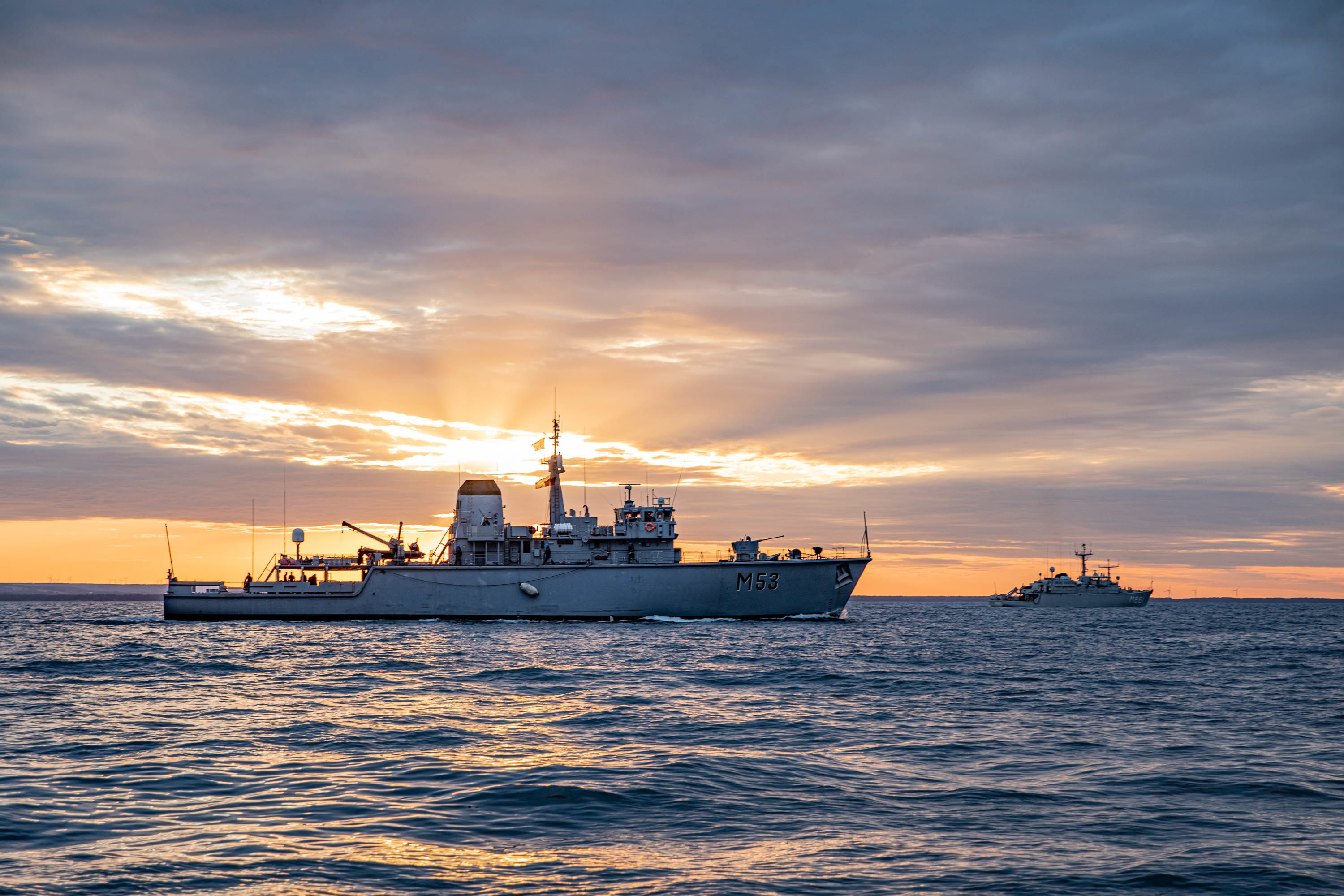
„Skalvis” podczas ćwiczeń BALTOPS w 2020

### W Wielkiej Brytanii
HMS „Cottesmore” (numer burtowy M 32) został wcielony do służby w brytyjskiej Royal Navy 24 czerwca 1983 roku. Został przydzielony do 1 Dywizjonu Niszczycieli Min (1st MCM Squadron, MCM1).
Wchodził następnie w skład 2 Dywizjonu Niszczycieli Min. W połowie 1992 roku wraz z dwoma innymi okrętami MCM2 odbył rejs na Morze Śródziemne i Egejskie, ćwicząc z marynarką francuską.
Po zakończeniu zimnej wojny i zmniejszeniu zagrożeń, w 1997 roku z okrętu zdjęto wyposażenie przeciwminowe i przystosowano go do zadań patrolowych wokół Irlandii Północnej (razem z bliźniaczymi „Dulverton” i „Brecon”). W 2005 roku został wycofany ze służby w Royal Navy.

### W Litwie
27 listopada 2008 roku Litwa podpisała z Wielką Brytanią umowę na zakup dwóch niszczycieli min „Cottesmore” i „Dulverton”, po ich uprzedniej modernizacji i ponownym wyposażeniu w sprzęt przeciwminowy. Modernizacja była zlecona firmie Thales UK z udziałem podwykonawców. Został zainstalowany nowy system dowodzenia, sonar, radary, silniki i wyposażenie do zwalczania min. Oba okręty weszły do służby litewskiej w 2011 roku, a dawny „Cottesmore” otrzymał nazwę „Skalvis” i numer burtowy M 53.